# Lake Westmere
Der Lake Westmere ist ein See im Whanganui District der Region Manawatū-Whanganui auf der Nordinsel von Neuseeland.

## Geographie
Der See befindet sich rund 5,5 km nordwestlich des Stadtzentrums von Whanganui und rund 4,4 km nordöstlich der Küste zur Tasmansee. Lake Westmere besitzt eine Größe von 8,1 Hektar und erstreckt sich über eine Länge von rund 560 m in Nordwest-Südost-Richtung. Seine maximale Breite beträgt rund 220 m in Südwest-Nordost-Richtung und der Seeumfang bemisst sich auf eine Länge von rund 1,5 km. An der tiefsten Stelle des Sees kann 23,4 m gemessen werden.
Das Wassereinzugsgebiet des Lake Westmere, das eine Fläche von 394 Hektar umfasst, steht zu 90 % unter dem Einfluss der Viehwirtschaft.
Gespeist wird der See von zwei kleinen Bächen aus nördlicher und östlicher Richtung. Seine Entwässerung findet der Lake Westmere über einen kleinen Bach am südlichen Ende des Sees. Der Bach versickert später.